# Jacky Munaron
Jacques (Jacky) Munaron (Namen, 8 september 1956) is een Belgisch voormalig voetballer.

## Carrière
De jonge Jacky Munaron begon als doelman bij de jeugd van FC Dinant. Munaron bleef in Dinant en kwam zo al gauw terecht in het A-elftal van die club. FC Dinant speelde op dat moment in de Derde Klasse. In 1974 werd de doelman ontdekt door RSC Anderlecht en verhuisde hij naar Brussel.
Daar belandde hij op de bank omdat Jan Ruiter, de Nederlandse doelman van RSC Anderlecht, op dat moment de nummer één was van de Brusselse club. Later kocht Anderlecht Nico de Bree, ook een Nederlander, over van RWDM en dus bleef Munaron op de bank zitten.
Maar Munaron kreeg ook af en toe wat speelkansen en werd al gauw de enige echte nummer één van Anderlecht. Ruiter stopte met voetballen, De Bree werd verkocht en Munaron bleef. In totaal speelde Munaron 15 seizoenen voor RSC Anderlecht, van 1974 tot 1989. Hij werd met Anderlecht 4 keer landskampioen, won 4 maal de Beker van België, twee keer de Europacup II en in 1983 de UEFA-Cup.
In 1988 werd de concurrentie terug groter. Munaron werd ouder en Anderlecht gaf steeds vaker de voorkeur aan Filip De Wilde, die toen nog een jong opkomend talent was. Jacky Munaron verhuisde dus in 1989 naar Club Luik.
In 1992 wilde Standard de Liège hem wel overkopen van Club Luik en dus trok Munaron naar Standard. De doelman uit Namen was toen 36 jaar en belandde op de bank omdat Gilbert Bodart eerste doelman was bij Standard in het begin van de jaren 90.
In 1995 trok Munaron naar Eendracht Aalst maar in 1996 besloot hij te stoppen met voetballen. Munaron speelde ook acht keer voor de Rode Duivels.
Na zijn carrière als voetballer werd Munaron trainer. Zo was hij o.a. keeperstrainer bij de Rode Duivels, RSC Anderlecht en het Turkse Trabzonspor. Vanaf het seizoen 2010/11 werkte hij in dienst van KAA Gent, dit tot 2014. Hierna ging hij naar FCV Dender EH, waar hij opnieuw dezelfde functie opnam. Na twee seizoenen bij FCV Dender gewerkt te hebben, keerde hij in 2016 terug op het hoogste niveau als keeperstrainer bij Royal Excel Moeskroen.
Op het einde van het seizoen 2016/17 is Jacky opzijgeschoven bij Moeskroen en dat heeft hem doen beslissen om het veldvoetbal achter zich te laten en te kiezen voor een nieuwe uitdaging, nl Futsal.
Vanaf 1 juli 2017 is Jacky keeperstrainer geworden bij FP Halle-Gooik (een Belgische topclub die de laatste drie jaar kampioen geworden is in de 1e klasse Futsal). Ook daar zal hij opnieuw kunnen genieten van voetbal op een hoog niveau, want FP Halle-Gooik treedt ook aan in de Champions League van het Futsal.

## Erelijst
Keeper - Gardien - Goalkeeper
- Kampioen van België – Champion de Belgique – Belgian Champion
  - 1981 – 1985 – 1986 – 1987 (RSC Anderlecht)
- Vice-kampioen van België – Vice-champion de Belgique – Belgian Vice-champion
  - 1977 – 1978 – 1979 – 1982 – 1983 – 1984 – 1989 (RSC Anderlecht) 1995 (Standard de Liège)
- Beker van België – Coupe de Belgique – Belgian Cup
  - 1975 – 1976 – 1988 (RSC Anderlecht) 1990 (RFC Liège)
  - 1993 (Standard de Liège)
- Belgische Super Cup – Super Coupe de Belgique – Belgian Super Cup
  - 1985 – 1986 – 1987 (RSC Anderlecht)
- EC 1 – Champions’ Cup (23 games)
  - 1/2 finale 1982 (RSC Anderlecht)
- EC 2 – Cup Winners’ Cup (13 games)
  - Winners: 1976 – 1978 (RSC Anderlecht) Runners Up: 1977
- EC 3 – UEFA Cup (41 games)
  - Winners: 1983 (RSC Anderlecht) Runners Up: 1984
- UEFA Super Cup
  - Winners: 1976 – 1978 (RSC Anderlecht)
- Europese wedstrijden – Matchs Coupe d’Europe – European Games
  - 78
- Selecties Nationale Ploeg – Selections Equipe Nationale – Selections National Team
  - 45
- Wereldbeker – Coupe du Monde – World Cup
  - 1982 (España – Group A ; 2nd Round) – 1986 (México – 4th)
- Europees Kampioenschap – Championnat d’Europe – European Championship
  - 1984 (Qualification group 1)

Keeperstrainer - Entraineur de gardien - Goalkeeper coach
- Kampioen van België – Champion de Belgique – Belgian Champion
  - 2000 – 2001 – 2004 – 2006 – 2007 (RSC Anderlecht)
- Belgische Super Cup – Super Coupe de Belgique – Belgian Super Cup
  - 2000 – 2001 – 2006 – 2007
- Kwalificatie Champions League – Qualification Champions League
  - 2000 – 2001 – 2002 – 2003 – 2004 – 2005 2nd Round: 2001
- Europees Kampioenschap – Championnat d’Europe – European Championship
  - EURO 2000 (Belgium – Netherlands)
- Wereldbeker – Coupe du Monde – World Cup
  - 2002 (Japan – South Korea)
- Olympische Zomerspelen – Jeux olympiques d’été – Summer Olympics
  - 2008 (China – Beijing) – National Team of Belgium U21 (4th place)

1 Pfaff ·
2 Gerets  ·
3 L. Millecamps ·
4 Meeuws ·
5 Renquin ·
6 Vercauteren ·
7 Vandereycken ·
8 Van Moer ·
9 Vandenbergh ·
10 Coeck ·
11 Ceulemans ·
12 Custers ·
13 Van der Elst ·
14 Baecke ·
15 De Schrijver ·
16 Plessers ·
17 Verheyen ·
18 Mommens ·
19 M. Millecamps ·
20 Vandersmissen ·
21 Czerniatynski ·
22 Munaron ·
Coach: Thys
1 Pfaff ·
2 Grün ·
3 Lambrichts ·
4 Clijsters ·
5 De Wolf ·
6 Vercauteren ·
7 Vandereycken ·
8 Claesen ·
9 Vandenbergh ·
10 Coeck ·
11 Ceulemans  ·
12 Munaron ·
13 Baecke ·
14 De Greef ·
15 Verheyen ·
16 Scifo ·
17 Voordeckers ·
18 Czerniatynski ·
19 Mommens ·
20 De Coninck ·
Coach: Thys
1 Pfaff ·
2 Gerets ·
3 F. Van der Elst ·
4 De Wolf ·
5 Renquin ·
6 Vercauteren ·
7 Vandereycken ·
8 Scifo ·
9 Vandenbergh ·
10 Desmet ·
11 Ceulemans  ·
12 Munaron ·
13 Grün ·
14 Clijsters ·
15 L. Van Der Elst ·
16 Claesen ·
17 Mommens ·
18 Veyt ·
19 Broos ·
20 Bodart ·
21 Demol ·
22 Vervoort ·
Coach: Thys